# Trasztuzumab emtanzin
A trasztuzumab emtanzin, más néven ado-trasztuzumab emtanzin, amely Kadcyla néven került forgalomba, egy antitest-gyógyszer konjugátum, amelyet a HER2 pozitív mellrákban alkalmaznak. Az FDA 2013-ban engedélyezte a készítmény alkalmazását. A nők körében a mellrák a leggyakoribb rosszindulatú elváltozás, emellett a vezető halálok is egyben. Évente körülbelül 1,7 millió új mellrákos beteget diagnosztizálnak. A betegek 15-20%-a esetén a HER2 (humán epidermális növekedési faktor) overexpressziója figyelhető meg, amely fokozott proliferációval és rossz prognózissal párosul. A HER2-ellenes antitestek megjelenéséhez a 2000-es évekig lezajlott, a tumorterápiában elért kutatási eredmények vezettek. Az újonnan fejlesztett készítmények forradalmasították a HER2-pozitív betegségek ellátását. 2019-ben négy HER2-ellenes hatóanyag állt rendelkezésre, a trasztuzumab monoklonáris antitest, a kis molekula inhibitor lapatinib, a HER2-ellenes heterodimer antitest pertuzumab és az antitest-gyógyszer konjugátum trasztuzumab emtanzin. Az antitest-gyógyszer konjugátumok a biológiai gyógyszerek feltörekvő csoportjának számítanak a célzott tumorterápiában. A gyógyszerkonjugátumok „magic bullet” elnevezése Paul Elrichtől származik. A célzott antitesthez kötött gyógyszerkonjugátumokat úgy tervezték, hogy csak a rákos sejteket támadják, az egészséges sejtekre nem toxikusak. Az antineoplasztikus hatóanyagok célzott szállítása fokozza az antitest terápia hatékonyságát, miközben szélesíti a kemoterapeutikumok terápiás indexét. A monoklonális antitest hozzákapcsolódik a célzott sejt felszínén található antigénhez, majd a teljes antitest-gyógyszer konjugátum internalizálódik, az antitesthez kötött gyógyszermolekula felszabadul, és a sejt a citotoxikus hatás következtében elhal. Ezt a stratégiát alkalmazzák a multidrog rezisztens sejtek esetében is.
Az Egyesült Államokban a Kadcyla hatóanyagát ado-trasztuzumab emtanzin néven törzskönyvezték a 2009-ben szintén az USA-ban elfogadott trastusztuzumab emtanzin helyett. A trasztuzumab egy HER2-ellenes antitest, az emtanzin az antitesthez kötött ligandum (SMCC-DM1). Az „ado” előtag az FDA javaslatára került a névbe, az adagolási hibák elkerülése végett. A preklinikai fejlesztés és a klinikai vizsgálatok alatt a hatóanyagot trasztuzumab-DM1-ként vagy MCC-DM1-ként nevezték (az emtanzin kódnév után), és mindkettőt T-DM1-ként rövidítették, illetve PRO132365 névvel kódolták.

## Kémiai tulajdonságok
A trasztuzumab emtanzin egy antitest-gyógyszer konjugátum (ADC), egy monoklonáris antitest és egy kis molekulatömegű vegyület kombinációja. Minden trasztuzumab emtanzin molekula esetében egy trasztuzumab molekulához átlagosan 3,5 DM1 (citotoxikus maytanzinoid származék) molekula kötődik egy nem redukálódó tioéter kötésen keresztül, amelyet SMCC-nek, vagy N-szukcinimidil-4-(-N-maleimidometil)ciklohexán-1-karboxilátnak, kötődés után pedig MCC-nek neveznek. Az SMCC szukcinimid csoportja reagál a trasztuzumab lizin rezidumának három szabad aminocsoportjával, a maleimid régiója pedig a DM1 szabad szulfhidrilcsoportjához kapcsolódik, így képezve kovalens kötést az antitest és a DM1 molekula között. Egy trasztuzumab molekulához kötődő DM1 molekulák száma nulla és nyolc között változhat, átlagban 3,5. A DM1 molekula a sejt mikrotubulusának pozitív végéhez kapcsolódik, ezáltal gátolja a sejtosztódást a tumorsejtben.

## Gyógyászati felhasználás

### Hatásmechanizmus
A trasztuzumab emtanzin egy antitest-gyógyszer konjugátum, ami kovalens kötésben tartalmazza a humanizált monoklonáris antitestet a trasztuzumabot(en) (Herceptin), ami felelős a receptor-mediálta endocitózisért, és a DM1-et (maytanzin származékot) ami a citotoxikus hatást váltja ki. A trasztuzumab önmagában azáltal gátolja a rákos sejtek növekedését, hogy a HER2 receptor IV-es típusú extracelluláris aldomainjéhez kötődik, ekkor az antitest-gyógyszer konjugátum internalizálódik a sejtbe, a lizoszómákban katabolizálódik, a DM1-ből keletkező metabolitok az SLC46A3 carrier molekulán keresztül a lizoszómából a citoplazmába kerülnek, majd hozzákötődnek a tubulinokhoz, leállítják a mitózist és sejthalálhoz vezetnek. A trasztuzumab kötődik a HER2 receptorhoz, ezáltal megakadályozza annak hetero- vagy homodimerizációját (HER2 / HER3), amely végül gátolja a MAPK(en) és a PI3K/AKT(en) celluláris regulációs útvonalak aktivációját. Mivel a monoklonális antitest targetje a HER2, és ez overexpresszálódik a rákos sejtekben, a DM1 konjugátum specifikus a tumor sejtekre. Mind a trasztuzumab, mind a DM1 gátolja a HER2 receptor jelátviteli mechanizmusát, mediálja az antitest-dependens celluláris citotoxicitást és gátolja a HER2 extracelluláris doménjének az eltűnését. A DM1 molekula nem befolyásolja sem a trasztuzumab HER2 receptorhoz való kötődését, sem a tumor ellenes hatását. Mind a két komponens fontos a hatás kialakulása szempontjából, főleg amikor a DM1 nem képes előidézni a tumorsejt gyors apoptózisát. Ez a klinikumban gyakran előfordul metasztatikus mellrák terápiájában, ahol akár hónapokig, sőt évekig is eltarthat a kezelés.

### Indikáció
A Kadcyla HER2-pozitív, metasztatikus emlőkarcinómára engedélyezett készítmény azon betegek részére, akiket korábban trasztuzumabbal és taxánnal már kezeltek (monoterápiában vagy kombinációban). Azoknak javasolt, akiknél korábban már kezelték a metasztázist, vagy akiknél újból megjelent a betegség, illetve akiknél az adjuváns terápia során vagy annak befejezését követő 6 hónapon belül újult ki a betegség. Ezeken felül azoknak a betegeknek is adható, akiknek a neoadjuváns terápiát követően (taxán és trasztuzumab alapú terápia) invazív betegség áll fenn.

#### Alkalmazás
A készítményt intravénás infúzióban adagolják (kezdetben 90 perc beadási idővel, amennyiben a beteg jól tolerálja a terápiát, 30 perces beadási idővel folytatják). A készítményt testsúlykilogrammra dozírozzák, 3,6 mg/kg az elfogadott dózisa. Végeztek vizsgálatokat nagyobb mennyiségű gyógyszer bevitelével, 4,8 mg/kg esetén a tranziens trombocitopénia előfordulási gyakorisága megnőtt, míg 6 mg/kg már fatális kimenetelű volt. A ciklusok 21 naponta követik egymást, a kihagyott, elmaradt kezelést minél hamarabb pótolni kell, nem szabad a következő ciklusig várni. A ciklusokat a toxikus tünetek megjelenéséig, de legfeljebb 14 ciklusig folytatják. Egyes vizsgálatokban azt találták, hogy a 16 ciklus már toxikus tüneteket okoz.
A trasztuzumab emtanzin (Kadcyla) és a trasztuzumab (Herceptin) két különböző készítmény, nem helyettesíthetők egymással.
A készítmény 100 mg és 160 mg liofilizált hatóanyagot tartalmazó ampullákban kerül forgalomba és az infúziót közvetlenül beadás előtt kell készíteni, az oldásra kizárólag fiziológiás sóoldat alkalmazható, az 5%-os glükóz oldat használata tilos. Amennyiben a már feloldott készítményt nem azonnal adják be a betegnek, 24 órán keresztül eltartható, 2-8˙C-on. Tilos a készítményt fagyasztani és rázni. Amennyiben a színben, opaleszcenciában, állagban változás áll be, nem adható be a betegnek.

#### Rezisztencia
A hatásossági eredmények ellenére sok T-DM1-el kezelt beteg állapota romlik, és néhány HER2-pozitív mellrákos nem reagál, vagy a várttól messze elmarad a hatás. Az elsőfokú rezisztenciát in vitro modelleken, mellrákos sejteken, illetve HER2 pozitív gyomorrákos sejteken is vizsgálták. Azt találták, hogy a T-DM1 hatásossága a tumor tömegétől is függ a trasztuzumab- és lapatinib-rezisztens humán mellrákos xenograft modellekben.
A TDM4558g II-es fázisú klinikai vizsgálatba 112 beteget vontak be, akiket HER2-pozitív metasztatikus emlőrákkal diagnosztizáltak, és akiket előzőleg már valamilyen kemoterapeutikummal kezeltek, és akiknek a HER2 ellenes terápia ellenére vagy az utolsó trasztuzumab dózist követő 60 napon belül romlott az állapota. T-DM1-el 29 betegnél értek el megfelelő klinikai választ, (de senkinél nem volt teljes), a betegek 49%-ának (55 beteg) maradt stabil az állapota. Ebben a vizsgálatban csupán 22 betegnek romlott az állapota, amiből következik, hogy a legtöbb HER2 pozitív emlőrákos beteg nem elsőfokon rezisztens a T-DM1-re, annak ellenére, hogy előzőleg már kapott valamilyen HER2-ellenes kezelést. A T-DM1-re irányuló elsőfokú rezisztencia még kevésbé gyakori, ha a beteg még nem találkozott a trasztuzumabbal (habár csak egy adat erősíti meg ezt a hipotézist).

#### Mellékhatások

##### Klinikai vizsgálatok alatt tapasztalt mellékhatások
A klinikai vizsgálatok alatt tapasztalt leggyakoribb mellékhatások a fáradtság, hányinger, mozgásszervi fájdalmak, trombocitopénia (alacsony vérlemezkeszám), fejfájás, emelkedett májenzimszintek és a székrekedés voltak.
Az EMILIA vizsgálat alatt tapasztalt mellékhatások a hepatotoxicitás (májkárosodás), ritka esetekben májelégtelenség, hepatoenkefalopátia és noduláris regeneratív hiperplázia, szívkárosodás (bal kamrai diszfunkció), intersticiális tüdőbetegség (akut intersticiális pneumonitis), trombocitopénia és perifériás neuropátia. Általánosságban elmondható, hogy a trasztuzumab emtanzin jobban tolerálható, mint a kontroll terápia, a lapatinib(en) (Tykerb) és a capecitabin(en) (Xeloda). A trasztuzumab emtanzinnal kezelt betegek 43%-a, míg a lapatinib/capecitabint kapó betegek 59%-a tapasztalt súlyos reakciókat, továbbá a mellékhatások miatt kevesebb trasztuzumab emtanzinnal kezelt beteg hagyta abba a terápiát, mint a lapatinib/capecitabinnal kezeltek. Az anémia, a trombocitopénia és a perifériás neuropátia sokkal gyakoribb volt azok körében akiket trasztuzumab emtanzinnal kezeltek, azonban a szívkárosodás és a gasztrointesztinális hatások, mint hányás, hasmenés és stomatitis gyakrabban fordultak elő a lapatinib/capecitabin kezelésnél.

##### Alkalmazás során felmerülő mellékhatások
Gyakori- nagyon gyakori mellékhatások: hasi fájdalom, arthralgia, homályos látás, konjunktivitisz, székrekedés, köhögés, diszpepszia, ínyvérzés, kéz-láb szindróma(en), fejfájás, hipertenzió, hipokalémia, fokozott könnyezés, inszomnia, memória zavarok, perifériás neuropátia, infúzió beadása közbeni érzékenységi reakciók, láz, kiütés, viszketés, húgyúti fertőzések, trombocitopénia.
Nem gyakori mellékhatások: májelégtelenség, májtoxicitás, intersticiális tüdőbetegség, noduláris regeneratív hiperplázia, tüdőgyulladás, portális hipertenzió.
Nem ismert gyakoriság: hajhullás, csontvelőszupresszió(en), extravazáció, hiperurikémia, hányinger, hányás, szájnyálkahártya gyulladás, tromboembólia, tumorlízis szindróma(en).
Az Egyesült Államokban a Kadcyla esetében kiemelten figyelmeztetnek a májkárosító, a szívkárosító (csökkenti a bal kamrai ejekciós frakciót) és magzatkárosító hatásra.

### Terhesség és szoptatás
Terhesség alatt a trasztuzumab emtanzinnal való expozíció embrio-fötális károsodást okozhat. A készítmény alkalmazása elégtelen mennyiségű magzatvizet eredményez, ami a magzatban pulmonáris hipopláziához, mozgásszervi malformációkhoz és korai magzatelhaláshoz vezethet. A gyógyszer hatásmechanizmusára alapozva a terhesség alatti alkalmazás magzatkárosodáshoz vezethet. Megfelelő hatékonyságú fogamzásgátlás alkalmazása szükséges a készítmény alkalmazása alatt illetve a kezelés befejezését követő 7 hónapban. Azon férfiak esetében, aki trasztuzumab emtanzin kezelés alatt állnak, a fogamzóképes hölgy partnernek a kezelést követő 4 hónapig kell folytatni a fogamzásgátló terápiát. A trasztuzumab emtanzin mind a két nemben fokozhatja az infertilitást.
Nincs adat arról, hogy a trasztuzumab emtanzin megjelenne az anyatejben (azonban az endogén immunoglobulinok megjelennek az anyatejben). A hatásmechanizmusból kiindulva a trasztuzumab emtanzin DM1 komponense súlyos mellékhatásokat okozhat az anyatejjel táplált csecsemőkben.

### Klinikai és preklinikai vizsgálatok
Pre-klinikai vizsgálatban igazolták, hogy a T-DM1 in vitro és in vivo is hatásos trasztuzumab rezisztens mellrákban, illetve a trasztuzumab lapatinib kereszt rezisztens mellrákos modellekben is hasonló eredményeket kaptak.
Egy 2010-ben végzett vizsgálatban 24 beteg vett részt, akik átlagosan előzetesen 4 kemoterápiás kezelést kaptak. 3 hetente emelkedő dózisban kapták a trasztuzumab emtanzint 0,3-4,8 mg/kg-ig. A maximum tolerálható dózist 4,8 mg/kg-ban határozták meg, aminél az átmeneti trombocitopénia jelentkezett. Az antitest-gyógyszer konjugátum féléletidejét 3,5 napban határozták meg, a DM1 csúcskoncentrációja pedig 10 ng/mL alatt maradt.
Az EMILIAN klinikai vizsgálat III. fázisában 991 inoperábilis, lokálisan előrehaladott vagy metasztatikus HER2 pozitív mellrákos beteget vizsgáltak, akik a trasztuzumabra önmagában rezisztensek voltak, és korábban már kezelték őket trasztuzumabbal és taxánokkal. A 3 hetente adagolt 3,6 mg/kg-os dózisú trasztuzumab emtanzin kezelés eredményeként javult a progressziómentes túlélés (medián érték 9,6 vs. 6,4 hónap), az átlagos túlélési időt összehasonlítva a lapatinib (Tykerb) és a capecitabin (Xeloda) kombinációjával, 5,8 hónappal növelte (30,9 hónap és 25,1 hónap). Az addig használt készítményekhez képest jobb biztonsági profillal rendelkezik, és kevesebb súlyos mellékhatást tapasztaltak a referencia készítményhez viszonyítva. Azonban a trombocitopénia és a májenzimszintek emelkedése gyakrabban fordult elő. Erre a klinikai vizsgálatra alapozva az FDA 2013. február 22-én engedélyezte a készítmény forgalomba hozatalát.
A fent említett EMILIA klinikai vizsgálatban az egyik jelentős mellékhatás, a trombocitopénia előfordulási gyakoriságát is vizsgálták, és azt találták, hogy a Kadcylával kezelt betegeknél 31%-ban fordult elő, míg a lapatinib és capecitabint kombinációt kapók körében ez csak 3,3% volt. A nagyon súlyos trombocitopénia az ázsiai rasszba tartozó, Kadcylát kapó betegek körében 45% volt, míg a kontroll lapatinib és capecitabin kombinációt kapó ázsiai betegeknél csak 1,3%. A KATHERINE vizsgálatban a Kadcylával kezelt betegeknél 29%, míg a kizárólag trasztuzumabot kapó betegeknél 2,4%-ban fordult elő a trombocitopénia. Az ázsiai, Kadcylával kezelt betegek körében a trombocitopénia incidenciája 19%, míg a kontroll csoportban 0% volt.
2010-ben már végeztek vizsgálatokat HER2-pozitív gyomorkarcinómás sejteken, in vitro hatékonynak találták, különböző sejtvonalakon vizsgálva. A vizsgálatot végzők mint potenciális hatóanyagot javasolták további vizsgálatra, in vitro és in vivo modelleken egyaránt.
A MARIANNE vizsgálatban a taxán (docetaxel vagy paklitaxel) és a trasztuzumab kombinációt hasonlították össze a T-DM1 vs T-SM1 és pertuzumab kombinációval, mint elsővonalbeli terápia olyan betegeknél, akik HER2 pozitív inoperábilis helyileg előrehaladott állapotú vagy áttétet adó emlőrákban szenvednek; 2014. december 19-én a Roche nyilvánosságra hozta a MARIANNE vizsgálat eredményeit. A Kadcyla tartalmú terápia nem növelte szignifikánsan a progressziómentes túlélési időt a Herceptin plusz kemoterapeutikum tartalmú terápiához képest.
Egy másik randomizált klinikai vizsgálatban (a TDM4450g-ben) 137 HER2-pozitív metasztatikus vagy lokálisan előrehaladott emlődaganatos betegen végezték a vizsgálatot. A kontroll csoport trasztuzumabot és docetaxelt kapott, a vizsgálati csoport pedig T-DM1-et. A progressziómentes túlélés középértéke 14,2 hónap volt, míg a kontroll csoportban ugyan ez az érték csak 9,2 hónap. A T-DM1-nek a biztonsági profilja jobbnak bizonyult és kevesebb súlyos mellékhatást tapasztaltak.
A TH3RESA vizsgálatban 602 beteget vizsgáltak, akik HER2 pozitív nem rezekálható lokálisan előrehaladott vagy metasztatikus emlőrákban szenvedtek, és már előzőleg 2 HER2 ellenes anyaggal sikertelenül kezelték őket. Ezen vizsgálatban a T-DM1 terápiát más, az orvos által elrendelt terápiával hasonlították össze. A kapott adatok szerint a progressziómentes túlélés 3,3 hónapról 6,2 hónapra nőtt, és itt is kevesebb súlyos mellékhatást tapasztaltak.
HER2-pozitív gyomor karcinóma III-as fázisú klinikai vizsgálatában összehasonlították a T-DM1-et az orvosok által preferált taxán (docetaxel vagy paklitaxel) kezeléssel szemben. 2015. október 22-én a Roche és a társ-fejlesztő ImmunoGen nyilvánosságra hozták, hogy a Kadcyla nem felelt meg az elsődleges végpontnak a GATSBY II-III-as fázisú vizsgálatában, ahol második vonalbeli terápiát kerestek a HER2 pozitív előrehaladott gyomorrákra.

### Pénzügyi helyzet
A trasztuzumab emtanzint a Roche leányvállalata, a Genentech fejlesztette ki és a Lonza gyártja. A gyógyszer tervezett terápiás költsége ciklusonként, amelyet 3 hetente ismételnek 9800 $, vagy 94000 $ egy átlagos terápiás kezelés, amely egyénre szabottan változik, de maximum 14 ciklust jelent.
Az Egyesült Királyságban az NHS(en) (National Health Service) és a NICE(en) nem ajánlja a Kadcyla alkalmazását, mivel nem sikerült a Roche-sal megegyezni az árat illetően. Az eredetileg 5900 £/hó költség a NICE becslése szerint 166000 £/QALY(en) (ami jóval több, mint a szokásos maximum). A költségeket az NHS a daganatgyógyszerek alapjából finanszírozta, azonban 2015 januárjában indítványozták az elfogadott jegyzékből való törlését. A Roche-sal a nyilvánosságra nem hozott mértékű kedvezményre vonatkozó megállapodást követően az NHS ismét befogadta a finanszírozásba. 2017 januárjában az Roche-sal kötött megegyezést követően az NHS bejelentette, hogy korlátozott mennyiségben a betegek rendelkezésére bocsátja a Kadcylát.
2017-ben az Egyesült Királyságban a 100 mg-os ampullának 1641,01 £, a 160 mg-os ampullának pedig 2625,62 £ volt az ára.
Magyarországon a készítmény egyelőre nem támogatott. Egy ciklusban alkalmazott, 100 mg-os készítmény normatív térítési díja 531 815 Ft, a 160 mg-os készítmény pedig 850 278Ft , a kezelési ciklusok 3 hetente ismétlődnek, de maximum 14 ciklusig tartanak.
2018-ban Magyarországon csak egyedi engedéllyel rendeltek ilyen készítményt. A 100 mg-os készítményből 901 doboz, a 160 mg-os készítményből pedig 442 doboz fogyott. A NEAK a készítményekhez közel 100%-os támogatást nyújtott.